# Valentin Orožen
Valentin Orožen, slovenski duhovnik in pesnik, * 31. januar 1808, Šentjur, † 4. maj 1875, Okonina pri Gornjem Gradu.

## Življenje
Valentin Orožen se je rodil 31. januarja 1808 v vasi Podgrad, tedanja hišna številka 28. Danes tamkajšnji del vasi spada v Šentjur. Rojstna hiša več ne stoji, na njenem mestu pa sta Občina Šentjur in Krajevna skupnost Vrbno - Podgrad ob 200-letnici rojstva leta 2008 postavili spominsko ploščo. Današnja domačija nosi naslov Cesta Valentina Orožna 27, Šentjur. Vanetinova starša sta bila preprosta kmeta, oče Janez in mati Gertruda, rojena Završek. Na dan rojstva je bil tudi krščen. Šolo je najprej obiskoval v Šentjurju, kasneje pa v Celju in v Gradcu obiskoval gimnazijo. Bogoslovje je študiral v Celovcu in Šentandražu v Labotski dolini.
Dne 4. avgusta 1835 je bil posvečen v duhovnika. Na praznik Marijinega vnebovzetja (15. avgusta) istega leta je imel novo mašo, na kateri se je prepevala njegova Pesem pri novi sv. meši. Kot kaplan je služil najprej v Pišecah (1835–1836), nato pa na Ljubnem ob Savinji (1836–1838), v Poljčanah (1838–1842), Šmarju pri Jelšah (1842–1844), Podsredi (1844–1846), na Pilštanju (1846) in nazadnje pri Svetem Mihaelu v Labotski dolini (1846–1852). Potem je služil kot provizor v Selah pri Slovenj Gradcu (1852–1855), nato pa kot kurat v Šmartnem ob Dreti. Tu ga je na binkoštno nedeljo leta 1864 med maševanjem zadela kap, zaradi česar je težje govoril. Leta 1872 se je upokojil ter svoja poslednja leta preživel nekoliko »oslabljen na umu« v Okonini pri Gornjem Gradu, kjer je tudi umrl. Pokopan je na pokopališču v Radmirju.
Valentin Orožen je bil človek vesele in živahne narave ter zelo odkritosrčen. Rad je bil v družbi svojih prijateljev, s katerimi je prepeval. Bil je zelo narodno zaveden človek, rodoljub. Mihael Lendovšek je o njem zapisal, da je bil Slovan z dušo in telesom. Želel si je, da bi bili vsi Južni Slovani združeni v veliki in edini Jugoslaviji. Predvsem pa, da bi bili tudi literarno zedinjeni, še posebej Slovenci in Hrvati, ki naj bi uporabljali skupen jezik, nekakšno mešanico slovenščine in hrvaščine. Vse to se mu je zdelo neobhodno nujno.
Orožen je bil Slomškov učenec, in to že v Celovcu (1831–1835). Od njega se je navzel slovenskega duha in rodoljubja. V Slomškovem Ahacelnu leta 1833 najdemo tudi prvo Orožnovo pesem Spomlad, v Slomškovi knjižnici Troje ljubeznivih otrok pa drugo, pesem Očetova roka.
Ob dvestoletnici njegovega rojstva, 31. januarja 2008, je Občina Šentjur v sodelovanju s Krajevno skupnostjo Vrbno - Podgrad na mestu njegove rojstne hiše pripravila osrednjo prireditev. V počastitev rojaka so odkrili tudi spominsko ploščo. Istega leta je bogoslovec Maksimiljan Jani Tušak diplomiral na temo življenja Valentina Orožna pod naslovom Valentin Orožen in njegovo oznanilo (COBISS).

## Dela
Orožnove pesmi so preproste, srčne, nekatere celo dramatično živahne. Kakih globljih idej pri njem ne zasledimo. Kar nekaj njegovih najboljših pesnitev je nastalo tako, da je nekje slišal pesem ter ji potem napev in besedilo malce po svoje prikrojil. Bil je izreden pevec in ljudje so ga radi poslušali. V dokaz temu so danes ponarodele pesmi, kot so Moje želje, Vse mine, Lastovici v slovo, Očetova roka, Spomlad, Pri zibeli, Veselje Štajerca, Napitnica in še druge. Pesniškega blaga glede na njegovo štiridesetletno delovanje (1830–1872) sicer ni prav veliko. Veliko rajši je namreč pel kakor pa pesnil. Napisal je tudi nekaj proznih besedil. Znan je predvsem njegov prevod takrat zelo znane igre Mala pevka (izvirno Die kleine Lautenspielerin), ki ga je dokončal približno v letih med 1833 in 1840. Sodeloval je tudi pri prevajanju Wolfove Biblije.
Kmalu po njegovi smrti so njegovi prijatelji in znanci iz Savinjske doline izrazili željo, da bi pesmi zbrali in izdali. To se je uresničilo leta 1879, ko je bila izdana knjiga Val. Orožnovi spisi.